# Brand von Glarus

Der grosse Brand von Glarus in der Nacht vom 10. auf 11. Mai 1861. Darstellung der Gesamtansicht von Nordosten (Chromolithografie um 1870).

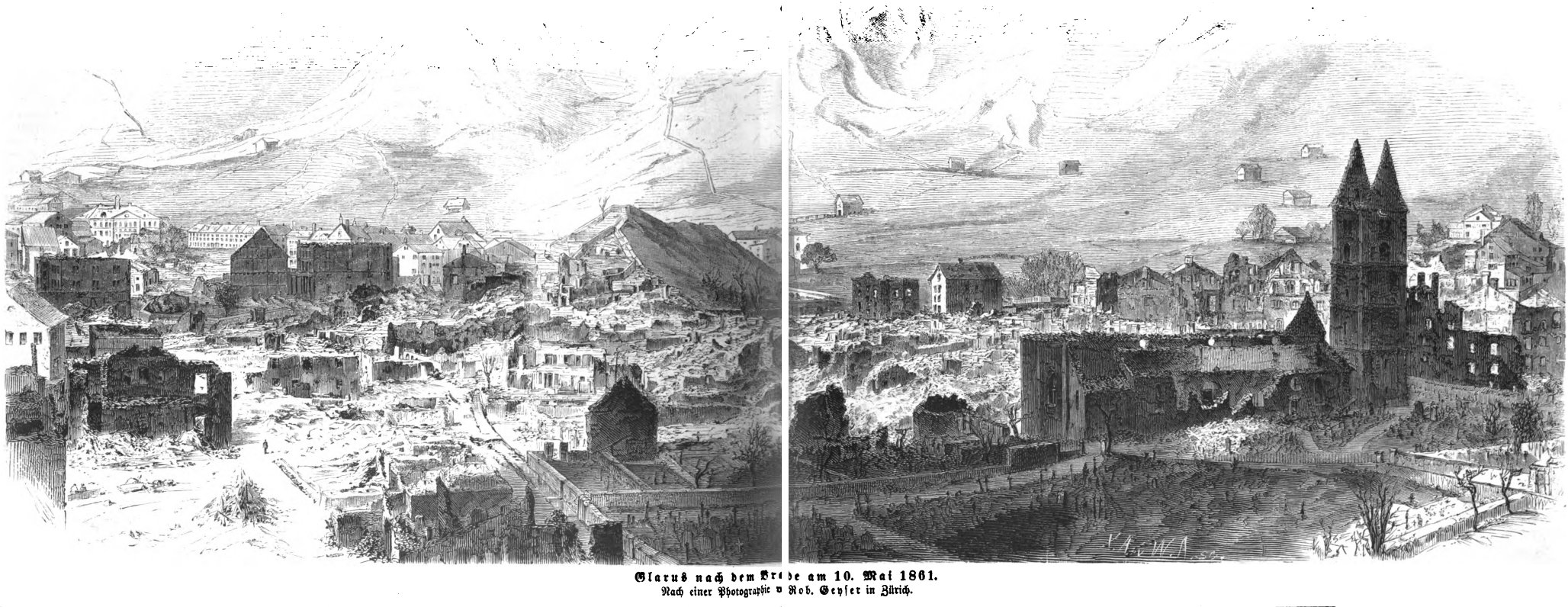
Die verwüstete Stadt Glarus nach dem Brand. Auf der rechten Seite die Stadtkirche St. Fridolin und Hilarius.

Der Brand von Glarus in der Nacht vom 10. auf den 11. Mai 1861 gehörte zu den grössten Brandkatastrophen des 19. Jahrhunderts in der Schweiz. Zwei Drittel des Kantonshauptortes Glarus wurden dabei zerstört, die Hälfte (47 %) der Einwohner wurden obdachlos.

## Verlauf und Folgen
Das Feuer brach nach halb zehn Uhr abends in einer Scheune neben dem Haus von Ratsherr Christoph Tschudi auf dem Landsgemeindeplatz aus und breitete sich wegen des Föhns schnell Richtung Norden aus.
Die meisten Bewohner waren noch wach, als das Feuer ausbrach, und konnten sich retten. In der Brandnacht kamen zirka acht bis zehn Personen ums Leben, doch starben einige noch später an den Folgen von Rauchgasvergiftungen. Die genaue Zahl der Todesopfer ist unbekannt. Zu diesen gehörte auch Kriminalgerichtspräsident und Nationalrat Johannes Trümpy mit seiner Familie.
Die Brandkatastrophe wurde zum Medienereignis, von dem selbst grosse Zeitungen im Ausland berichteten.

## Erste «Glückskette»
Der Brand von Glarus löste eine starke Solidaritätswelle aus. Die Spendenaktion war die erste im 1848 gegründeten Bundesstaat und kann als eine Art Vorläufer der heutigen Glückskette verstanden werden. Tausende von Privaten und Vereinen spendeten ebenso wie Gemeinden und Kantone für die Brandgeschädigten in Glarus.
Hilfsgüter wie Lebensmittel, Decken und Kleider wurden tonnenweise mit der zwei Jahre vorher in Betrieb genommenen Eisenbahn an den Unglücksort geliefert. Die Geldspenden erreichten die damalige Rekordsumme von 2,7 Millionen Franken. Damit konnte ein Teil des Gesamtschadens von zehn Millionen Franken gedeckt werden.

## Wiederaufbau

Luftaufnahme des schachbrettartigen Stadtbildes von Glarus, angelegt nach dem Brand von 1861. Vorbilder waren etwa das 1794 abgebrannte La Chaux-de-Fonds.

Glarus wurde in nur drei Jahren wieder aufgebaut. Die Pläne für den Wiederaufbau stammten von Architekt Bernhard Simon (1816–1900) und dem Zürcher Staatsbauinspektor Johann Kaspar Wolff (1818–1891). Typisch für das neue Glarus ist die schachbrettartige Architektur mit breiten, langgezogenen Strassen und stattlichen Amtshäusern. Vorbilder waren etwa das 1794 abgebrannte La Chaux-de-Fonds oder Städte wie New York oder St. Petersburg. Die Art der Städteplanung wurde vor allem gewählt, um weitere Feuersbrünste zu verhindern.
Auf dem Gebiet der Feuerpolizei leistete Glarus nach der Brandkatastrophe Pionierarbeit: Holzbauten im Ortskern wurden vollständig verboten. Häuser, die mit Holzschindeln beschlagen waren, mussten mit feuersicherem Material ausgestattet werden. Die Einhaltung der entsprechenden Gesetze wurde strikt überwacht und durchgesetzt.

## Brandursache
Die Ursache des Brandes wurde nie geklärt. Die Rede war von einem im Stall deponierten Bügeleisen, zudem wurde ein betrunkener Mann verdächtigt, der sich Pfeife rauchend in der Nähe des Gebäudes aufgehalten haben soll. Beide Versionen erwiesen sich jedoch als nicht stichhaltig.

### Vermutete Brandstiftung

Brandstätte von Glarus, Druck nach einer Fotografie von Joseph Broglie

Neuste Forschungen weisen auf mögliche Brandstiftung hin. In seinem Buch Stadt in Flammen, veröffentlicht im April 2011, präsentierte Autor Walter Hauser neue Justizakten, auf die er im Bundesarchiv in Bern gestossen war. Gemäss diesen Akten gestand der 1867 in Rom verhaftete Schweizer Söldner Heinrich August Engler, er habe den Brand sechs Jahre vorher zusammen mit seinem Kumpanen Göldi gelegt. Engler und Göldi waren in Diensten der päpstlichen Armee in Rom und wurden wegen Desertion verhaftet und später auch verurteilt. Der stellvertretende schweizerische Konsul in Rom, Caspar Heer (1842–1915), überprüfte das Geständnis und stufte es als wahrheitsgetreu ein. Der Verdacht habe sich bestätigt, schrieb der aus Glarus stammende Konsul Heer im August 1867 an den Bundesrat. Dieser beantragte bei den vatikanischen Behörden die Auslieferung der beiden Söldner. Das Gesuch wurde jedoch abgelehnt.
Auch ein 2011 wiederentdeckter Artikel der Glarner Zeitung vom 25. Dezember 1867 weist auf Brandstiftung hin. Die Zeitung nannte mehrere Zeugen, die in der Brandnacht vom 10. auf den 11. Mai 1861 zwei verdächtige Gestalten auf der Flucht talabwärts gesehen haben wollen. Sie konnten sich nur knapp ihrer Ergreifung entziehen. Auch am Landsgemeindeplatz, wo das Feuer ausgebrochen war, hatten Zeugen verdächtige Beobachtungen gemacht. Der Verfasser des Artikels vom Dezember 1867 sah sich im Glauben bestärkt, es sei Glarus von ruchloser Hand angezündet worden. Zugleich drückte er sein Bedauern aus, dass der Glarner Regierungsrat nicht die Auslieferung von Engler und Göldi beantragt habe. Dadurch sei ein strenges und umfassendes Verhör der Verdächtigen unmöglich gemacht worden.

## Gedenkanlässe
- 2011 beging Glarus das 150-jährige Andenken an den Brand von Glarus mit einer Reihe von Anlässen.